# Seznam tujerodnih invazivnih vrst rastlin v Sloveniji
Seznam tujerodnih invazivnih vrst rastlin v Sloveniji vključuje invazivne vrste rastlin, ki izvorno ne rastejo v Sloveniji, so bile pa opažene ob popisovanju flore.
- Ailanthus altissima – visoki pajesen
- Ambrosia artemisiifolia – pelinolistna žvrklja, ambrozija
- Aster laevis – več okrasnih vrst severnoameriških nebin
- Aster lanceolatus
- Aster novae-angliae
- Aster novi-belgii
- Aster squamatus
- Aster tradescantii
- Bidens frondosa – črnoplodni mrkač
- Broussonetia papyrifera – navadna papirjevka
- Cuscuta campestris – njivska predenica
- Echinocystis lobata – oljna bučka
- Elodea canadensis – vodna kuga, račja zel
- Epilobium adenocaulon – vejicati vrbovec
- Fallopia aubertii – grmasti slakovec
- Fallopia japonica – japonski dresnik
- Fallopia sachalinensis – sahalinski dresnik
- Helianthus tuberosus – laška repa, topinambur
- Heracleum mantegazzianum – orjaški dežen
- Impatiens glandulifera – žlezava nedotika
- Impatiens parviflora – drobnocvetna nedotika
- Lindernia dubia  –  dvomljiva lindernija
- Lonicera japonica – japonsko kosteničje
- Lupinus polyphyllus – mnogolistni volčji bob
- Parthenocissus quinquefolia – navadna vinika
- Physocarpus opulifolius – pokalec
- Pistia stratiotes – vodna solata
- Robinia pseudacacia  –  robinija, akacija
- Rudbeckia laciniata – deljenolistna rudbekija
- Solidago canadensis – kanadska zlata rozga
- Solidago gigantea – orjaška zlata rozga
- Spiraea japonica – japonska medvejka